# Puchar Ligi Ukraińskiej w futsalu
Puchar Ligi Ukraińskiej w futsalu (ukr. Кубок Ліги з футзалу) – cykliczne rozgrywki piłkarskie o charakterze pucharu ligowego na Ukrainie, organizowane przez PFL. Przeznaczone są dla krajowych drużyn Wyszczej Lihi.

## Historia
Rozgrywki o Puchar Ligi startowały w roku 2002. Pierwszym zwycięzcą został Uniwer-Łoko Charków, który w dwumeczu pokonał 3:1 i 5:3 klub Enerhija Lwów. Następnie rozgrywane są w sezonach 2003/2004 oraz 2005/2006, po czym zostały zaprzestane. W 2018 rozgrywki zostały wznowione, a Urahan Iwano-Frankiwsk w meczu finałowym zwyciężył 3:2 z mistrzem kraju Prodeksim Chersoń.

## Finały Pucharu Ligi Ukrainy
| Sezon                                                                 | K   | K          | T | Zwycięzca              | Wynik            | Finalista              | Data, miejsce | Br. | Król strzelców | Uwagi    |
| Puchar Ligi Ukraińskiej w futsalu (ukr. Кубок Ліги України з футзалу) |     |            |   |                        |                  |                        |               |     |                |          |
| 2002/03                                                               |     |            | 1 | Uniwer-Łoko Charków    | 3:1              | Enerhija Lwów          | 2003, Charków |     |                | ? klubów |
| 2002/03                                                               | 5:3 | 2003, Lwów | 1 | Uniwer-Łoko Charków    |                  | Enerhija Lwów          |               |     |                | ? klubów |
| 2003/04                                                               |     |            | 2 | Uniwer-Łoko Charków    | 6:3              | Urahan Iwano-Frankiwsk | 2004, ?       |     |                | ? klubów |
| 2004/05                                                               |     |            | 1 | DSS Zaporoże           | 2:2 pd. (k. 5:4) | Enerhija Lwów          | 2005, ?       |     |                | ? klubów |
| 2018/19                                                               |     |            | 1 | Urahan Iwano-Frankiwsk | 3:2              | Prodeksim Chersoń      | 2019, ?       |     |                | ? klubów |

Uwagi:

- wytłuszczono nazwy zespołów, które w tym samym roku wywalczyły mistrzostwo i Puchar ligi,
- skreślono rozgrywki nieoficjalne.

## Statystyki
W dotychczasowej historii oficjalnych rozgrywek o Puchar Ligi Ukraińskiej na podium oficjalnie stawało w sumie 5 drużyn. Liderem klasyfikacji jest Uniwer-Łoko Charków, który zdobył 2 trofea.
Stan na 31.05.2021.
| Lp. | Klub                   | Zdobywca | Finalista | Lata triumfów    |
| --- | ---------------------- | -------- | --------- | ---------------- |
| 1.  | Uniwer-Łoko Charków    | 2        | 0         | 2002/03, 2003/04 |
| 2.  | Urahan Iwano-Frankiwsk | 1        | 1         | 2018/19          |
| 3.  | DSS Zaporoże           | 1        | 0         | 2004/05          |
| 4.  | Enerhija Lwów          | 0        | 2         |                  |
| 5.  | Prodeksim Chersoń      | 0        | 1         |                  |